# San Antonio de la Cruz
San Antonio de la Cruz är en ort i Mexiko.   Den ligger i kommunen Villa Hidalgo och delstaten Zacatecas, i den centrala delen av landet, 400 km nordväst om huvudstaden Mexico City. San Antonio de la Cruz ligger 2 115 meter över havet och antalet invånare är 103.
Terrängen runt San Antonio de la Cruz är platt västerut, men österut är den kuperad. Runt San Antonio de la Cruz är det ganska glesbefolkat, med 45 invånare per kvadratkilometer. Närmaste större samhälle är Salinas de Hidalgo, 16,9 km norr om San Antonio de la Cruz. Omgivningarna runt San Antonio de la Cruz är i huvudsak ett öppet busklandskap.